# 코미디빅리그 (2022년)
아래는 <코미디빅리그> 2022년 목록이다.

## 개빡 로맨스
방송 기간: 2022년 1월 16일 ~ 2022년 3월 20일
출연진: 강재준, 이은형, 이은지, 정호철, 김용명, 박소영, 최지용
이전 출연진: 김해준
소개: 귀신이 된 이은형이 남편 강재준을 그리워하며 러브 스토리를 그린 코너

## 결혼해두목
방송 기간: 2022년 1월 16일 ~ 2022년 12월 18일
출연진: 이국주, 정호철, 신규진
소개: 이국주를 결혼 시키기 위해 정호철, 신규진이 관객을 뽑아 웃음을 주는 코너

## 금쫙가는 상담소
방송 기간: 2022년 1월 23일 ~ 2022년 6월 19일
출연진: 김용명, 홍윤화, 김민기, 양배차, 나보람
소개: 착한 자식들을 둔 아버지 김용명이 금쫙가는 상담소를 방문하는 코너

## 두분사망토론
방송 기간: 2021년 4월 4일 ~ 현재
출연진: 최성민, 이상준, 박영진
소개: 코미디빅리그 사망토론 이상준 vs 개그콘서트 두분토론 박영진의 토론 대결 코너이다.
게스트
- 2021년 7월 4일: 오나미 - 개그콘서트 출신

- 2021년 7월 25일: 박성광 - 이상준이 자가격리로 인해 특별출연 하였다.

- 2021년 9월 19일: 이승윤 - 개그콘서트 출신

- 2022년 1월 9일: 김기욱, 김영희 - 코미디빅리그 10주년 특집으로 특별출연 하였다.

## 분장 후 설렘
방송 기간: 2022년 1월 23일 ~ 2022년 6월 19일
출연진: 박나래, 한윤서, 김해준, 최지용, 이상준
이전 출연진: 이용진, 최우선
소개: 선배 박나래와 후배 김해준이 비밀연애를 하는 모습을 그린 코너

## 사이코러스
방송 기간: 2020년 7월 26일 ~ 2022년 6월 19일
출연진: 김철민, 양세찬, 황제성
소개: 요즘 대세 곡들을 코러스 하는 코너이며, 명품 보컬에 명품 코러스를 더하는 노래 코너이다.
유행어: 코~러~스 안녕하세요 우리는 코러스 매직 유랑단, 한 많은 팔도강산 코러스 해보세, 세, 세, 안녕하세 / 이걸로 픽스 시켜~!!!
- 코미디빅리그 방영코너

## 사장님이 미쳤어요
방송 기간: 2022년 1월 16일 ~ 2022년 3월 20일
출연진: 이진호, 남호연, 김진아, 박소영, 이정수, 최선영, 최지용
소개: 이진호 VS 남호연이 상점을 위해 경쟁을 하는 모습을 재미있게 표현하는 코너

## 오동 대학
방송 기간: 2022년 1월 16일 ~ 2022년 6월 19일
출연진: 서태훈, 박경호, 이지수, 연예림, 나보람, 최우선, 신규진, 박소영, 양기웅, 이혜지, 김성원
소개: 오동나무엔터의 후속작이며, 유튜브에서 방송이 되었다.

## 용명이는 좋겠다
방송 기간: 2022년 1월 16일
출연진: 김용명, 홍윤화, 김민기, 정호철, 양배차, 나보람
소개: 착한 자식들을 둔 아버지 김용명이 금쫙가는 상담소를 방문하는 코너

## 취향저격수
방송 기간: 2022년 1월 16일 ~ 현재
출연진: 김철민, 김두영, 이정수, 서태훈
소개: 공감하는 내용을 이용하여 웃음을 주는 코너

## 코빅엔터
방송 기간: 2021년 4월 4일 ~ 2022년 3월 20일
출연진: 최성민, 양배차, 문세윤, 황제성, 정호철, 이용진, 신규진, 이세진, 박경호, 이지수, 남호연
이전출연: 박성호, 김성원, 최지용, 하준수, 최우선, 오정율, 이은지, 김지현, 설명근, 나보람, 김시우
소개: 코빅엔터 대표 최성민에게 오디션을 보러 오는 코너

게스트
2021년 5월 23일: 아이키 - 미방송은 유튜브로 시청이 가능하다.
2021년 7월 18일: 전소연 - 첫 부분에 출연하였다.
2021년 7월 18일: 라비 - 영상으로 특별출연 하였다.